# Sunviridae
Famille
Les Sunviridae sont une famille de virus à ARN de polarité négative de l'ordre des Mononegavirales. Leurs hôtes naturels sont des serpents. La famille ne contient qu'un seul genre, Sunshinevirus, et l'unique espèce Reptile sunshinevirus 1. Elle a été créée pour le virus de la Sunshine Coast (Sunshine Coast virus, SunCV), un virus découvert chez des pythons australiens,. Le nom provient de la région dans laquelle il a été isolé : la Sunshine Coast au Queensland (Australie).

## Génome

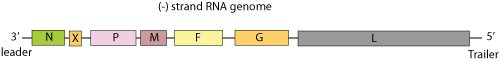
Génome du virus de la Sunshine Coast.

Les sunshinevirus ont un génome composé d'ARN simple brin de polarité négative non segmenté. La longueur totale du génome est de 17 kilobases. Il code sept protéines.